# Societas delinquere non potest
Societas delinquere non potest è un brocardo latino, usato principalmente in diritto penale, che può essere tradotto come "una società non può delinquere". Spesso attribuito erroneamente al diritto romano, è invece una frase coniata nel 1881 dal penalista tedesco Franz von Liszt.

## Origine
Anche se la frase fu sempre istintivamente attribuita al diritto romano perché redatta in latino, in realtà, come poté dimostrare il penalista spagnolo Víctor Martínez Patón, questa espressione non trae origini remote, ma fu introdotta dal penalista Franz von Liszt nella prima edizione del suo manuale (Das deutsche Reichsstrafrecht), pubblicato nel 1881.
La scelta della lingua latina riprendeva uno schema usato per la prima volta da Anselm Ritter von Feuerbach che, dopo aver spiegato un dato principio, lo riformulava sinteticamente in latino: fu così che Feuerbach creò nel 1801 la frase nulla poena sine lege.

## Significato
Franz von Liszt creò il brocardo societas delinquere non potest per condensare in una sola frase la dottrina avviata fondamentalmente da Feuerbach in virtù della quale si riteneva che le persone giuridiche non potessero commettere reati poiché mancavano sia di capacità d’agire che di imputabilità. La dottrina che nega la responsabilità penale delle persone giuridiche fu una creazione inedita di Feuerbach, perché fino ad allora e con alcune residue eccezioni, tutti i paesi aventi un sistema giuridico erede del diritto romano avevano riconosciuto le corporazioni come soggetti di diritto penale, proprio come accadeva anche nel medesimo diritto romano.

## Validità
A parte i tentativi precedenti alla seconda guerra mondiale di ripristinare i diritti positivi della responsabilità penale delle persone giuridiche, e in particolar modo a partire dal Congresso dell'Associazione Internazionale di Diritto Penale che si svolse a Bucarest nel 1929, la reintroduzione di questo tipo di responsabilità penale può essere individuata nella Raccomandazione 18/1988 del Comitato dei Ministri del Consiglio d'Europa, che esortò gli Stati membri ad introdurre nei loro ordinamenti giuridici un sistema repressivo della condotta delle persone giuridiche. Per esempio, in Spagna, la responsabilità penale delle persone giuridiche fu introdotta nel codice penale attraverso la LO 5/2010, del 22 giugno 2010.
In Italia la responsabilità penale delle persone giuridiche fu invece introdotta con il D.Lgs. 231/2001 intitolato “Disciplina della responsabilità amministrativa delle persone giuridiche, delle società e delle associazioni prive di personalità giuridica a norma dell’art. 11 della l. 300 del 2000”.